# Chui Tien-you

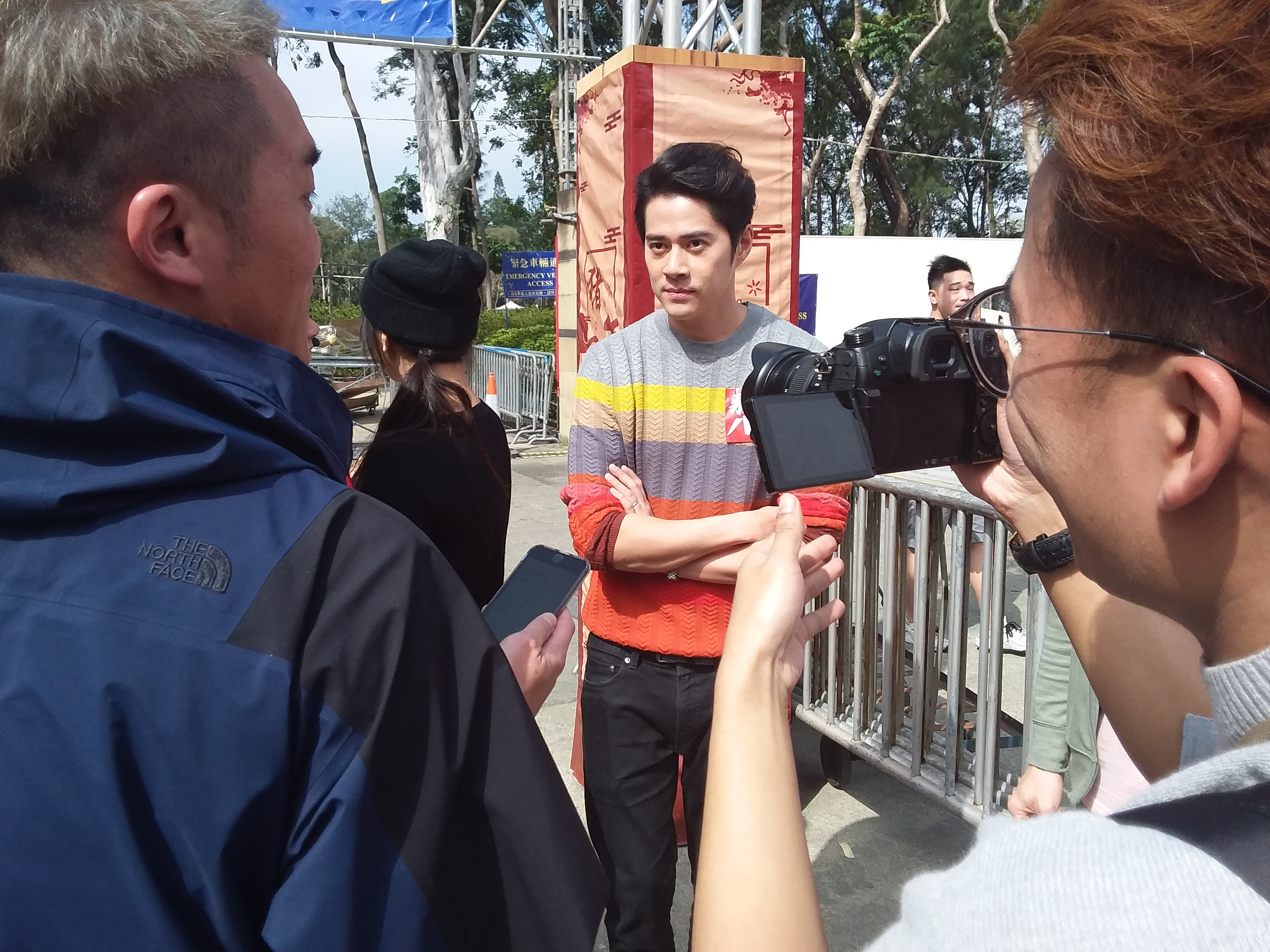
Chui Tien-you au parc Victoria pour la promotion du film ' en février 2019.

Chui Tien-you, de son vrai nom Chui Man-kin (徐文健, né le 16 mai 1983), également connu sous le surnom de TY, est un acteur, chanteur, écrivain et réalisateur hongkongais.

## Biographie
En 1999, à l'âge de 16 ans, Chui est invité par le réalisateur Fruit Chan à jouer dans une publicité pour une boisson. 
Il signe ensuite un contrat et fait ses débuts dans Little Cheung de Chan.

### Carrière d'acteur
Après le lycée, il commence une formation complémentaire de 6 mois à Tokyo. il reprend sa carrière d'acteur en 2000 dans Gimme, Gimme de Lawrence Ah Mon  et Glass Tears de Lau Miu-suet. Ce second film est projeté au Festival de Cannes 2001 au moment de ses 18 ans.
Il apparaît ensuite dans Summer Breeze of Love et Sound of Colors de Joe Ma, et The Mummy, Aged 19 (en) de Wilson Yip. Il joue le rôle secondaire du réalisateur dans A.V. (2005) de Pang Ho-cheung.
Il tient le rôle du fils adulte dans After This Our Exile de Patrick Tam, puis dans le film Magic Boy d'Adam Wong et La Lingerie (en) de Chan Hing-kai et Janet Chun, ses rôles sentimentaux lui valent de nombreux compliments de la part des critiques de cinéma. Il reçoit ensuite l'Étoile montante au 13e Festival international du film de Busan en Corée en 2008.
Chui se fait connaître du public d'Asie du Sud-Est lorsqu'il collabore avec le réalisateur malais Yuhang Ho pour le film At the End of Daybreak (en) qui remporte le prix du film asiatique au Festival international du film de Locarno 2009 et est le film de clôture du Festival du film asiatique de Hong Kong (zh). Dans ce film percutant, Chui interprète un adolescent psychologiquement déséquilibré, ce qui attire l'attention internationale. En 2010, après une série d'auditions à Hollywood, Chui se voit offrir un rôle important dans Contagion de Steven Soderbergh.

### Carrière de chanteur
En 2002, Chui et Wong You-nam (en) fonde le groupe de cantopop Shine (en) qui connaît un énorme succès local. Ils remportent très vite de nombreux prix de musique et deviennent des idoles populaires chez les adolescents. Ils sortent onze albums et tournent un certain nombre de publicités télévisées en tant que porte-parole de nombreuses marques.
Malgré le succès, Chui décide de se séparer temporairement de son partenaire pour se consacrer à sa carrière d'acteur. Il retrouve Wong You-nam pour un événement nommé Concert YY. Le groupe tient deux grands concerts en 2012, Shine Again et Shine Passion Live, ce dernier étant un compte à rebours de fin d'année au Hong Kong Coliseum.

### Autres activités
Chui s'implique également dans d'autres genres créatifs. Il est l'auteur d'une série de livres à suspense intitulée Marson Studio, de scénarios, ainsi que de diverses chroniques pour des journaux et des magazines. En 2006, il est invité à réaliser le court-métrage Ten pour Phoenix Television.

## Filmographie
- Glass Tears (2000)
- Gimme, Gimme (2001)
- Summer Breeze of Love (2002)
- Treasure Planet (2002)
- The Mummy Age 19 (2002)
- Himalaya Singh (2004)
- A.V. (2005)
- The Haunted School (2007)
- After This Our Exile (2007)
- Magic Boy (2007)
- Tactical Unit-Partners (2008)
- La Lingerie (2008)
- At the End of Daybreak (2009)
- Love in a Puff (2010)
- La Comédie humaine (2010)
- Mysterious Island (2011)
- Contagion (2011)
- The Woman Knight of Mirror Lake (2011)
- All's Well, Ends Well 2012 (2012)
- Kick Ass Girls (2013)
- The Buddha (2013)
- Enthralled (2014)
- The Midnight After (2014)
- Lazy Hazy Crazy (2015)
- Missbehavior (2019)
- Theory of Ambitions (2019)
- Goodbye UFO (2019)